# Deluhi
DELUHI (デルヒ, DERUHI) foi uma banda japonesa de visual kei, formada em 2008 por Juri, Leda, Aggy e Sujk e encerrada em 2011. Em uma pesquisa conduzida pelo website Barks, perguntando a 100 bandas visual kei qual grupo mais os inspirou, Deluhi ficou em 11° lugar.

## Carreira
Antes conhecido como GRAVE SEED, DELUHI foi uma banda de visual kei, fizeram sua primeira apresentação no Ikebukuro CYBER em Tóquio em 29 de fevereiro, quatro dias após mudarem o nome da banda.
Após terem feito parte de outros dois eventos no CYBER, a banda lançou seu primeiro mini-álbum, Surveillance, no dia 26 de março. Os membros então tocaram em locais como o Takadanobaba AREA e o Meguro Rockmaykan. Seu primeiro single foi lançado no fim de julho, seguido de outros três entre outubro, novembro e dezembro. Antes disso, em setembro, Ryo mudou seu nome para Aggy.
2009 foi um ano agitado pois a banda realizou seu primeiro show one-man, "A PROCLAMATION OF DELUHISM", em 8 de janeiro no Shibuya O-Crest, onde foi distribuido um CD com um remix de uma das faixas de seu primeiro single. Após esse show, o grupo anunciou seu segundo one-man, previsto para 29 de maio no SHIBUYA BOXX com o título "RECLAMATION OF DELUHISM". Nove dias antes, a banda lançou seu primeiro DVD-single, com filmagens de seu primeiro one-man, um clipe inédito e um CD extra com outro remix.
No dia 1 de Abril de 2011, a banda confirmou em seu site oficial que a banda terá seu fim depois das turnês que estão realizando, aproximadamente em Julho de 2011.
Antes de encerrarem suas atividades, a banda lançou o álbum VANDALISM, que contém versões remasterizadas de músicas como HYBRID TRUTH, Orion Once Again, s[K]ape:goat e REVOLVER BLAST. O lançamento do álbum foi dia 27 de julho de 2011.

## Estilo musical
Os principais gêneros musicais da banda são metal alternativo, glam rock e seu estilo próprio que é uma mistura de elementos do metalcore com glam metal, alguns chamam esse estilo de "glam metalcore" ou "glamcore", os fãs da banda se referem ao gênero musical do DELUHI como "DELUHIZM".

## Membros
- Juri - vocal
- Leda - guitarra
- Aggy - baixo
- Sujk - bateria

## Discografia
data - título - veículo - tipo
- 27 de julho de 2011 - VANDALISM - CD - álbum
- 15 de dezembro de 2010 - LIVE:Blitzkrieg - DVD - miscellaneous
- 4 de agosto de 2010 - Departure - CD + DVD - single
- 14 de julho de 2010 - The Farthest - CD + DVD - single
- 16 de junho de 2010 - FRONTIER - CD + DVD - single
- 24 de março de 2010 - REVOLVER BLAST - CD + DVD - single
- 4 de novembro de 2009 - Yggdalive ユグドアライヴ -Yggdalive- - CD - mini-album
- Outubro de 2009 - Two Hurt -FOOL'S MATE EDITION- - CD + DVD - single
- 5 de agosto de 2009 - Two Hurt - CD + DVD - single
- 20 de maio de 2009 - FLASH:B[L]ACK - DVD - miscellaneous
- 20 de maio de 2009 - Orion once again (2nd press) - CD - single
- 8 de janeiro de 2009 - NO SALVATION -09 remix- NO SALVATION -09 remix- - CD - single
- 31 de dezembro de 2008 - JAGANNATH ジャガンナータ - CD + DVD - single
- 26 de novembro de 2008 - MAHADEVA マハーデーヴァ - CD - single
- 29 de outubro de 2008 - VISVASRIT ヴィジュバスリット - CD - single
- 23 de julho de 2008 - Orion once again - CD - single
- 26 de março de 2008 - Surveillance - CD - mini-album